# Bagad Beuzeg ar C'hab
Le Bagad Beuzeg ar C'hab est un ensemble traditionnel de musique bretonne créé en 1977 dans la commune de Beuzec-Cap-Sizun (Finistère) au sein d'un ensemble culturel regroupant bagad, cercle et écoles de danse et de musique.
Le Cercle des Bruyères, fondé en 1969, évolue en catégorie Excellence depuis 2011 et obtient le titre de Champion de Bretagne trois années consécutives. Le bagad a été plusieurs fois champion de Bretagne de 2e catégorie et évolue principalement en première catégorie depuis 2003.

## Historique

### Débuts

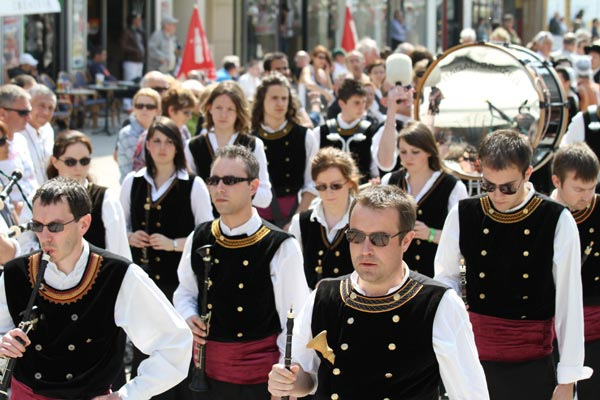
Défilé des sonneurs du bagad à Brest en 2011.

Fondé en 1969, le Groupe des Bruyères est une association regroupant au départ une dizaine de membres dans la petite commune de Beuzec-Cap-Sizun. Pour accompagner les danseurs du cercle, il fallait des musiciens et le bagad vit le jour en 1977. Le groupe remplit un rôle à la fois culturel et social, ce qui en fait un des acteurs essentiels dans le Cap Sizun. Ensuite, l'association compte plus de 200 membres avec bagad, bagadig, cercle, écoles de danse et de musique dont environ 120 élèves gérés par des bénévoles avec l’appui des enseignants professionnels de Bodadeg ar Sonerion (Sonerion 29). 

### Histoire récente
En 1995, le bagad accède à la seconde catégorie du championnat national des bagadoù. En 1997, le bagad fête ses 20 années d'existence et 2002 son "quart de siècle". Il présente pour l'occasion une création sonore, « Diston » (résonance), avec des enregistrements de l'environnement sonore du Cap.  Ce travail mené avec l'aide du plasticien sonore Hughes Germain sort en CD l'année suivante.

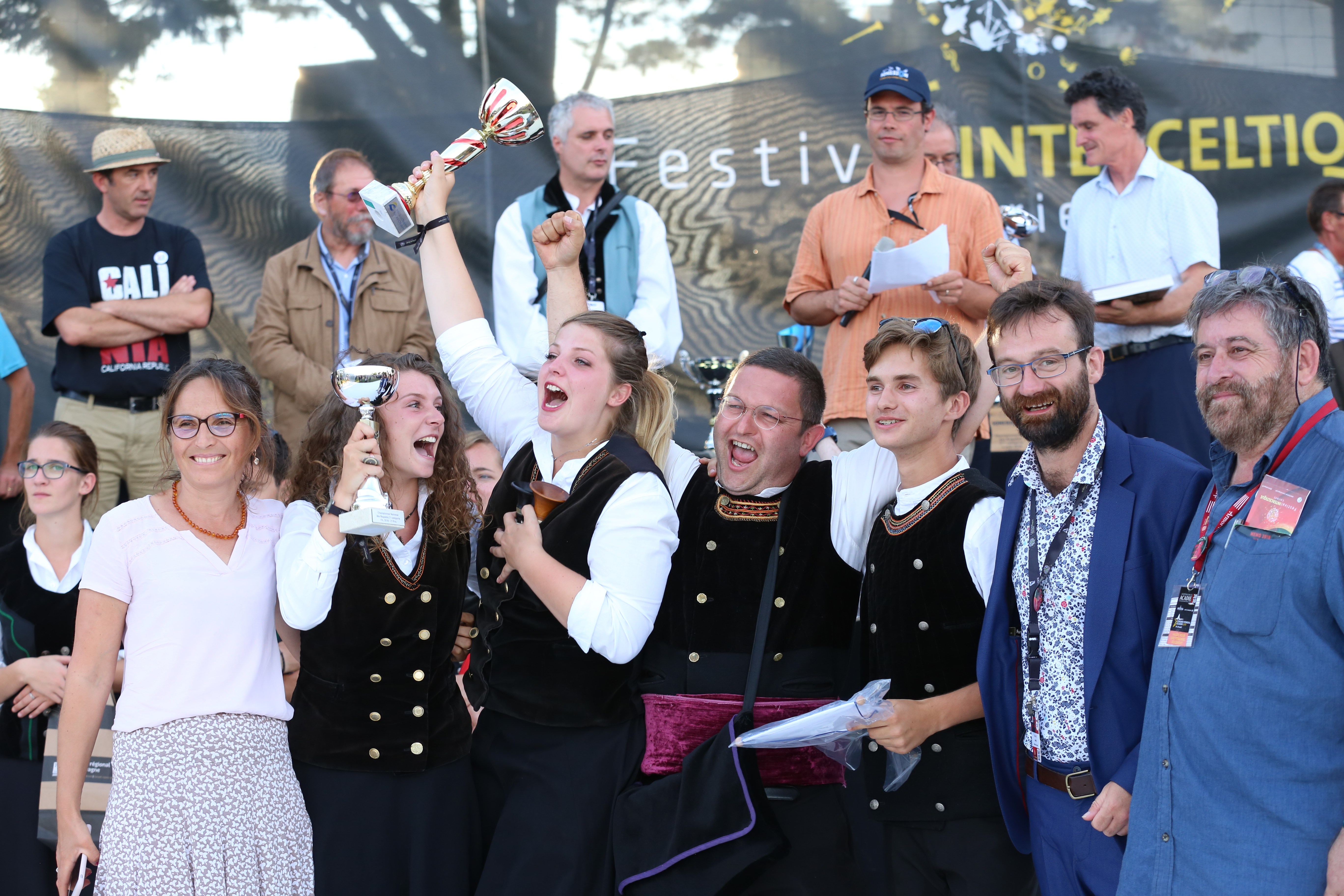
Beuzeg retrouve l'élite en 2018.

Champion de Bretagne de 2e catégorie en 2002, le bagad accède à la première catégorie du championnat des bagadoù et y participe en 2003.
Lors du festival Mondial' Folk de Plozévet 2009, il collabore avec le groupe belge Urban Trad. En 2009 l'association fête ses 40 ans. Plusieurs jours de festivités, un livre souvenir et la sortie d'un nouveau CD marquent cet événement. Puis le music-hall Kab' An Diaoul sort en DVD, avec les 40 musiciens du bagad, les 40 danseurs du cercle et un "Breizh Band" composé du guitariste Roland Conq, d’accordéonistes et d'autres musiciens (saxophone, piano, batterie...).
En 2010, il ne peut se rendre à la 2de épreuve à Lorient jouant le même jour sa création "Kab an Diaoul" à la Fête des Bruyères. Le BAS décide donc de le faire passer en seconde catégorie. Champion de Bretagne de 2e catégorie en août 2011 (noté 17,78 à Vannes et 17,48 à Lorient), il retrouve l'élite des bagadoù en 2012.
En 2013, le bagad termine 3e de 2e catégorie (1er à Vannes, 5e à Lorient). Champion en 2014, il retrouve la première catégorie pour deux éditions, relégué en deuxième catégorie en 2016. Il remonte en 1re en 2018 et se produit à nouveau avec l'orchestre de l'Opéra de Paris. Le cercle fêtera son demi-siècle à l'automne 2019.

## Structures

### Bagad
| Dates       | Penn soner           |
| ----------- | -------------------- |
| 2004-2012   | Gildas Le Bihan      |
| depuis 2012 | Julien Alain         |
| depuis 2018 | Thierry Goudedranche |

Le bagad perpétue la tradition de la musique bretonne au travers de prestations en France et à l’étranger (Festival Sudmalinas en Lettonie, Festival de Ortigera en Galice, Festival de Louga au Sénégal, Allemagne, Belgique, Pologne, Italie). L'ensemble d'une quarantaine de musiciens est à la fois traditionnel et marqué de couleurs empruntées à diverses influences.

### Bagadig
Créé en septembre 1994 sous l'impulsion des sonneurs du bagad, le Bagadig Beuzeg est un « bagad école ». Issu de l'école de musique du groupe, il permet à une trentaine de jeunes de tout le Cap et au-delà, de constituer un ensemble musical afin de pratiquer leur instrument collectivement. Le bagadig participe aux concours du championnat de 5e catégorie et anime également divers événements dans le Cap-Sizun. Il fait également partie intégrante, tous les ans, du spectacle commun des jeunes crée avec l'ensemble Bugale Ar Brug, les jeunes danseurs du Cercle des bruyères.

### Cercle celtique

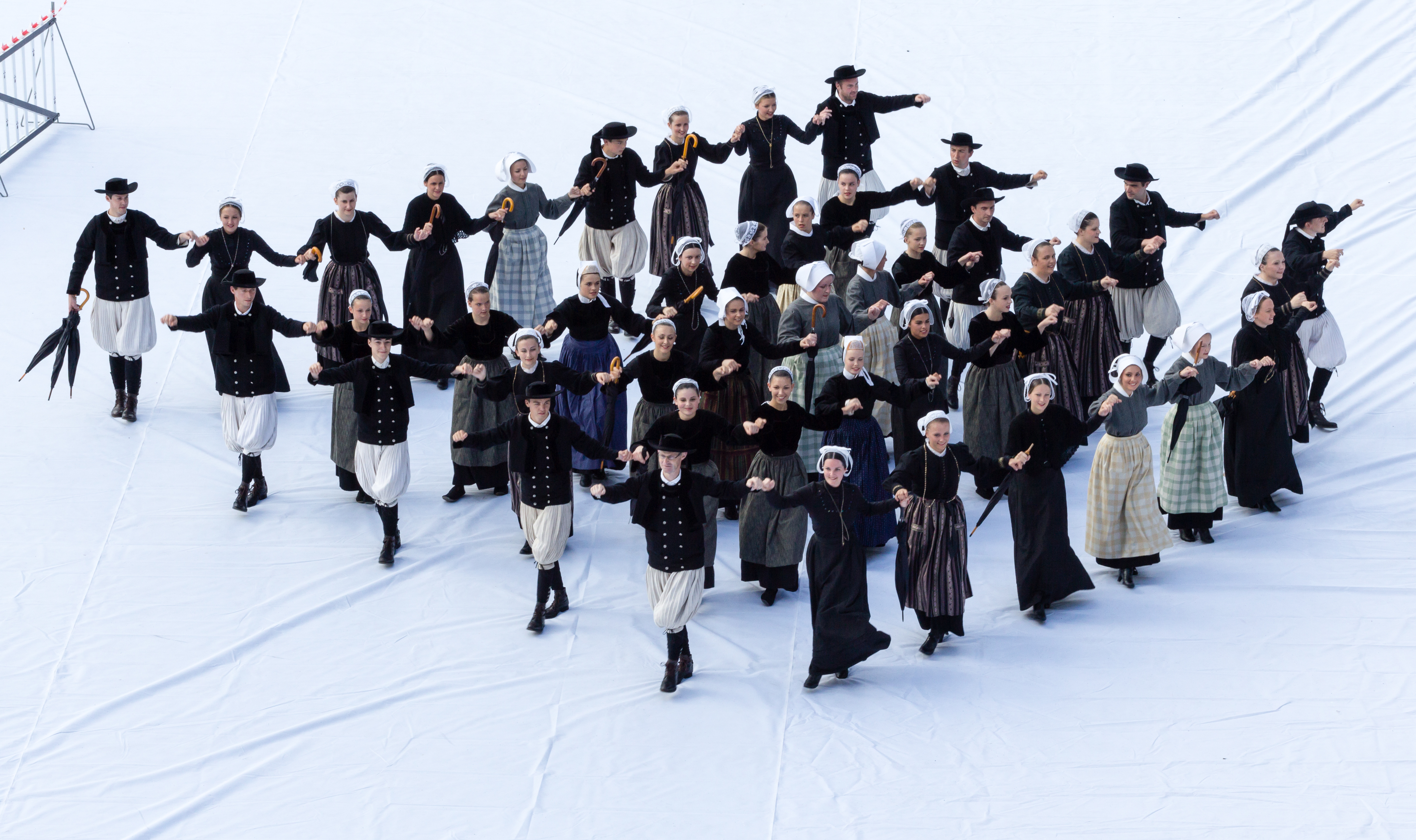
Arrivée du cercle à la grande parade du Festival interceltique de Lorient 2012.

L'ensemble comprend le Cercle des Bruyères Beuzeg Ar C'hab de danses traditionnelles bretonnes créé en 1969. Plusieurs reines du cercle ont été élues Reine de Cornouaille : la première en 1981 (Véronique Le Bihan, également membre du bagad) et plus récemment Solenn Alain en 2014 et Sarah Bonis en 2018. 
En 2011, le cercle accède en catégorie d’excellence et reçoit le prix coup de cœur costume. En 2012, le cercle obtient le titre de champion de Bretagne de la confédération War'l leur, puis de nouveau en 2013 et en 2014.

## Productions artistiques

### Créations scéniques
- 2002 : Diston avec Hughes Germain[19]

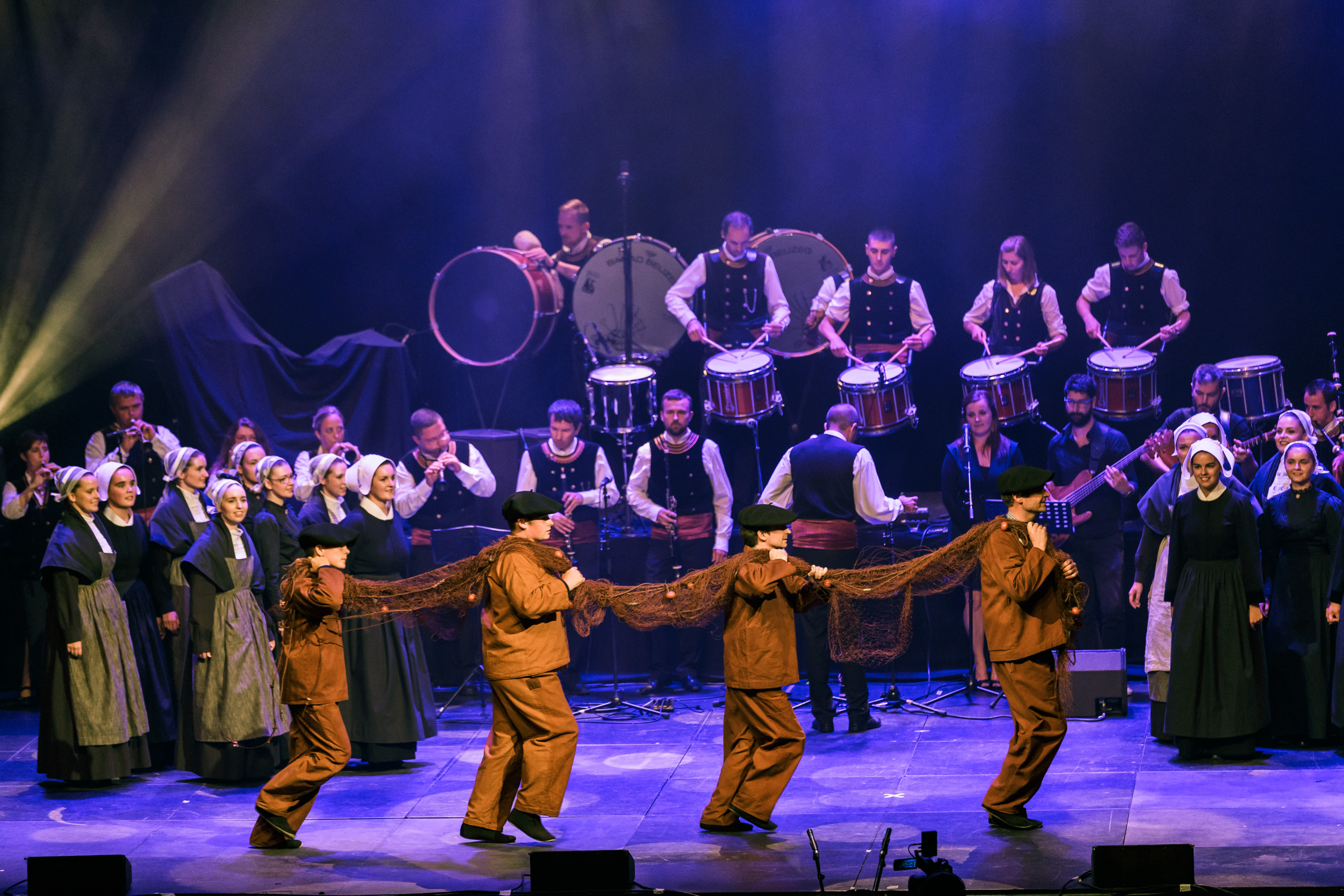
Spectacle 2017 pour Kement Tu à Quimper

- 2005 : Ar Gorle Bella (cercle de Beuzeg)
- 2006-2007 : Euredenn (en collaboration avec le cercle de St Evarzec)
- 2009-2010 : Kab An Diaoul (le cabaret du diable)
- 2011-2012 : Foar Ar Pont (la foire de Pont-Croix )
- 2013 : Embruns (la crise sardinière)
- 2014 : Enez (L’Île de Sein)[20]
- 2015 : Identités (Ressemblances,différences entre le pays bigouden, le cap Sizun et le pays glazik)
- 2016 : Tandem
- 2018 : Lescoñ (Lescoff)
- 2019-2020 : Beg Ar Raz (spectacle des 50ans)

### Discographie
- 2002 : Diston (autoproduction/Coop Breizh) avec Hughes Germain
- 2010 : Kab'an Diaoul - Beuzeg City Hall, bagad et cercle (DVD Coop Breizh)